# José Constantino Nalda
José Constantino Nalda García (Valladolid, 5 de agosto de 1939) es un político español. Licenciado en ciencias físicas por la Universidad Complutense de Madrid, ha sido profesor titular de física atómica y molecular en la Universidad de Valladolid. Es autor de más de treinta publicaciones sobre física nuclear.

## Biografía
Militante del PSOE desde 1974, fue elegido concejal y primer teniente de alcalde de Valladolid (1979-1983), y senador por la provincia de Valladolid en las elecciones de 1982 y 1986. También fue elegido procurador en las Cortes de Castilla y León en 1983, siendo consejero de Interior y Administración Territorial en el gobierno de Demetrio Madrid. Tras la dimisión de éste en 1986, pasa a ser presidente de la Junta de Castilla y León, cargo que ocupó hasta 1987, con la llegada de José María Aznar al cargo. En 1987, siendo presidente de Castilla y León, fue agredido el 23 de abril durante la segunda celebración del día de Villalar, la fiesta de la comunidad autónoma. En 2003 pasa a formar parte del Consejo Consultivo de Castilla y León, hasta su salida en 2005.

## Cargos desempeñados
- Teniente de alcalde de Valladolid (1979-1983).
- Senador por Valladolid (1982-1989).
- Procurador por Valladolid en las Cortes de Castilla y León. (1983-1987)
- Consejero de Interior y Administración Territorial de la Junta de Castilla y León. (1983-1986)
- Presidente de la Junta de Castilla y León. (1986-1987)